# Clupea
Clupea – rodzaj ryb promieniopłetwych z rodziny śledziowatych (Clupeidae), obejmujący gatunki wspólnie określane nazwą śledź, wcześniej klasyfikowane jako podgatunki Clupea harengus, nazywanego też śledziem oceanicznym.

## Rozmieszczenie geograficzne
Zasiedlają południowo-wschodni Pacyfik, północny Atlantyk i przyległe morza, gdzie przebywają w wodach słonych, słonawych a nawet wpływają do wód słodkich (np.Clupea pallasii).
Niektóre gatunki tworzą zróżnicowane formy lokalne traktowane jako podgatunki lub rasy różniące się miejscem występowania i porą tarła. 

## Morfologia
Długość ciała do 46 cm; masa ciała (największa opublikowana) do 1,1 kg. 

## Systematyka
Rodzaj zdefiniował w 1758 roku szwedzki przyrodnik Karol Linneusz w 10. wydaniu Systema Naturae, publikacji własnego autorstwa poświęconej systematyce roślin i zwierząt. Gatunkiem typowym jest (późniejsze oznaczenie) śledź oceaniczny (C. harengus).

### Etymologia
- Clupea: łac. clupea ‘mała ryba podobna do śledzia’, być może od północnoafrykańskiego miasta przybrzeżnego z II wieku p.n.e. Clypea lub Clupea, którego nazwa została pomylona przez renesansowych przyrodników (np. Guillaume Rondelet i Hippolito Salviani) z rybą (prawdopodobnie minogiem), ale także zastosowana przez Paolo Giovio w 1524 roku wraz z „alosa” dla gatunku znanego obecnie jako aloza (Alosa alosa) (Alosidae)[11].
- Harengus: średniowiecznołac. harengus ‘śledź’, prawdopodobnie od staroang. hǽring, heringas, starofryz. hêreng, stwniem. hâring lub podobnej anglosaskieej lub germańskiej nazwy pochodzącej z języka potocznego[11]. Gatunek typowy: nie wyznaczony, tylko rycina.
- Rogenia: niem. rogen ‘ikra’[12]. Gatunek typowy (oznaczenie monotypowe): Clupea alba Yarrell, 1828 (= Clupea harengus Linnaeus, 1758).

### Podział systematyczny
Do rodzaju należą następujące gatunki:
- Clupea harengus Linnaeus, 1758 – śledź oceaniczny[13]
- Clupea pallasii Valenciennes, 1847 – śledź pacyficzny[14]